# Victoria kommun, Argentina
Departamento de Victoria är en kommun i Argentina.   Den ligger i provinsen Entre Ríos, i den centrala delen av landet, 280 km nordväst om huvudstaden Buenos Aires. Antalet invånare är 35 767. Arean är 6 822 kvadratkilometer.
Terrängen i Departamento de Victoria är huvudsakligen platt.
I omgivningarna runt Departamento de Victoria växer i huvudsak städsegrön lövskog. Runt Departamento de Victoria är det mycket glesbefolkat, med 5 invånare per kvadratkilometer.